# Mars 1865

## Événements
- 2 mars, États-Unis : les États du Sud, dont la défaite militaire ne fait plus de doute, promettent la liberté aux esclaves qui s’engageraient dans l’armée confédérée.

- 10 mars :
  - Adoption du projet de confédération au Canada par 91 voix contre 33. Le premier ministre Étienne-Paschal Taché, détenant la majorité à l’Assemblée, s’assure de son adoption.
  - France : après le décès, en mars, du duc de Morny, demi frère de Napoléon III et président du corps législatif, l'influence de l'impératrice Eugénie devient prépondérante.

- 14 mars (Guerre de la Triple Alliance) : le Paraguay déclare la guerre à l’Argentine, qui a refusé le passage des troupes paraguayennes sur son sol. Le président Francisco Solano López décide d’envahir l’Argentine.

## Naissances
- 14 mars : Filoteo Alberini, cinéaste italien († 12 avril 1937).
- 23 mars : Paul Hymans, avocat et homme politique belge († 6 mars 1941).
- 24 mars : Mathilde Laigle, universitaire († 1er mai 1950).

## Décès
- 10 mars : Charles de Morny, demi-frère de Napoléon III et président du corps législatif, à Paris.
- 19 mars : Joseph Lebeau, homme politique belge (° 3 janvier 1794).
- 25 mars : Feliks Paweł Jarocki, zoologiste polonais (° 14 janvier 1790)